# アヲアヲ
『アヲアヲ』は、チリヌルヲワカの4thミニアルバム。

## 概要
スタジオ・アルバムとしては前作『knitting』からおよそ半年ぶり、通算7枚目となる作品。
アルバム・タイトルの『アヲアヲ』には、「経験や年月を積んでもなお、憧れを糧に突き進むように“青々としていたい”」というバンドの思いが込められている。これまで通り一発録りによるレコーディングを基本としながらも、彼らの持ち味でもある荒々しく混沌とした自由奔放な世界観からステップアップしたシンプルなアレンジや丁寧な演奏を追求した洗練されたサウンドに仕上げられている。アルバムのリードトラックとなる表題曲「アヲアヲ」にはミュージック・ビデオが制作された。
本作を以てリードギターの坂本夏樹が脱退。4人体制でのラストアルバムとなった。

## 収録曲
| 全作詞・作曲: 中島優美、全編曲: チリヌルヲワカ。 |                  |          |            |
| #                                                | タイトル         | 作詞     | 作曲・編曲 |
| 1.                                               | 「陰日向」       | 中島優美 | 中島優美   |
| 2.                                               | 「アヲアヲ」     | 中島優美 | 中島優美   |
| 3.                                               | 「芝居生活」     | 中島優美 | 中島優美   |
| 4.                                               | 「コレクター」   | 中島優美 | 中島優美   |
| 5.                                               | 「リアル」       | 中島優美 | 中島優美   |
| 6.                                               | 「保存」         | 中島優美 | 中島優美   |
| 7.                                               | 「松の木藤の花」 | 中島優美 | 中島優美   |